# Збірна Сінгапуру з хокею із шайбою
Збірна Сінгапуру з хокею із шайбою — національна чоловіча збірна команда Сінгапуру, яка представляє країну на міжнародних змаганнях з хокею. Функціонування команди забезпечується Асоціація хокею Сінгапуру, яка є членом ІІХФ.

## Виступи на чемпіонаті світу
- 2021 — скасовано через пандемію COVID-19[1]
- 2022 — 3 місце Дивізіон IV
- 2023 — 4 місце Дивізіон IIIB
- 2024 — 5 місце Дивізіон IIIB
- 2025 — 6 місце Дивізіон IIIB